# ویکی‌پدیای آذربایجانی (با خط لاتین)
ویکی‌پدیای آذربایجانی  نسخه زبان آذربایجانی دانشنامه آزاد ویکی‌پدیا با خط لاتین است. این نسخه در ماه دسامبر سال ۲۰۰۴ (میلادی) ایجاد شده‌است.
شمار مقالات ویکی‌پدیای آذربایجانی در ۲۳ اکتبر ۲۰۰۸ از مرز ۲۰٬۰۰۰ مقاله گذشت؛ و تا ژانویه سال ۲۰۰۹ شمار مقالات به بیش از ۲۱٬۰۰۰ مقاله رسید. این نسخه تا ۲۴ فوریه ۲۰۰۹ شصتمین زبان ویکی‌پدیا از نظر شمار نوشتارها بود.
تا تاریخ ۸ اوت ۲۰۱۱ این دانش‌نامه با بیش از ۸۰٬۰۰۰ مقاله در رتبهٔ چهل‌ویکم ویکی‌پدیاها قرار داشت. ویکی‌پدیای آذربایجانی از نظر عمق دانشنامه (تعداد ویرایش‌ها در مقالات)، که از نشانه‌های کیفیت نسخه‌های مختلف ویکی‌پدیا است، دارای شاخص ۳۶ می‌باشد. ویکی‌پدیای آذربایجانی با استفاده از الفبای لاتین نگارش می‌شود. هم‌اکنون در ویکی‌پدیای آذربایجانی ۲۰۲٬۹۳۴ مقاله وجود دارد و عمدتاً توسط کاربران جمهوری آذربایجان نوشته می‌شود.

## نگارخانه

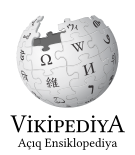
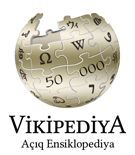
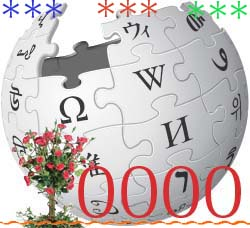